# Stati del Sacro Romano Impero (R)
Questo è un elenco degli stati del Sacro Romano Impero, inizianti per la lettera R:
| Nome | Tipologia                                                                           | Provincia                          | Seggio | Formazione                                                                               | Note |
| --- | ----------------------------------------------------------------------------------- | ---------------------------------- | ------ | ---------------------------------------------------------------------------------------- | --- |
| Rantzau Ranzau Rantzow                                                                                                | Contea                                                                              | Provincia della Bassa Sassonia     |        |                                                                                          | Acquisisce Barmstedt |
| Rapperswil Rapperschwyl                                                                                               | Signoria 1232/1233: Contea del Sacro Romano Impero                                  |                                    |        |                                                                                          | 1200: Rapperswil viene fondata 1229: prima menzione del castello di Rapperswil 1309: Ereditata dai Conti d'Asburgo-Laufenburg La città compera la propria indipendenza dall'Austria 1442: Aderisce alla Confederazione Svizzera |
| Rappoltstein | Signoria Contea del Sacro Romano Impero                                             |                                    |        |                                                                                          | |
| Ratibor | Ducato                                                                              |                                    |        |                                                                                          | |
| Ratzeburg | Vescovato                                                                           | Provincia della Bassa Sassonia     |        | 1236                                                                                     | 1648: Secolarizzato come principato per il Mecleburgo-Schwerin |
| Ratzeburg | Principato                                                                          | Provincia della Bassa Sassonia     |        | 1648: Secolarizzato per il Mecleburgo-Strelitz                                           | Ottenuto dal Ducato di Mecleburgo-Schwerin |
| Ravensberg | 1180: Contea                                                                        | Provincia del Basso Reno           |        | 1150                                                                                     | 1346: Ai Conti di Berg 1348: Ai Duchi di Julich 1521: Ai Duchi di Kleve 1614: al Brandeburgo |
| Ravensburg | Libera Città Imperiale                                                              | Provincia Sveva                    | SW     | 1276                                                                                     | 1803: alla Baviera 1810: Annessa al Württemberg |
| Ravenstein | Baronia                                                                             |                                    |        | XII sec.                                                                                 | 1528: Annesso a Cleves |
| Rechberg | Signoria 1577: Baronia del Sacro Romano Impero 1626: Contea del Sacro Romano Impero |                                    |        |                                                                                          | 1179: prima menzione di Rechberg 1806: al Wurttemberg |
| Rechberg e Rothenlöwen Barone di Rechberg at Hohenrechberg                                                            | 1601: Baronia del Sacro Romano Impero Contea                                        |                                    |        | 1613?: Stato Imperiale 1745: Rinominato in Langraviato di Osterberg 1810: Conti bavaresi | |
| Rechteren-Limpurg-Speckfeld                                                                                           | Contea                                                                              | Provincia di Franconia             | FR     | 1713: Rinominato da Rechteren quando eredita parte di Limpurg                            | |
| Reckheim | 1623: Contea del Sacro Romano Impero                                                |                                    |        |                                                                                          | a Aspremont-Lynden |
| Ratisbona | 739: Vescovato 1803: Arcivescovato                                                  | Provincia Bavarese                 | EC     | 919                                                                                      | 1500: Provincia Bavarese 1793: Consiglio dei Principi 1802: Principato di Ratisbona-Aschaffenburg 1803: Arcivescovato (con Magonza) 1810: alla Baviera |
| Ratisbona | 1180: Libera Città Imperiale                                                        | Provincia Bavarese                 | SW     | 1180                                                                                     | 1190-1245: Amministrazione Imperiale 1500: Provincia Bavarese 1802: Amministrata da Magonza 1803: Annessa al vescovato di Ratisbona 1810: Amministrazione francese 1810: Annessa alla Baviera |
| Regenstein | Contea                                                                              | n/a                                |        | 1160: Divisa da Blankenburg                                                              | 1366: Annessa a Hainburg |
| Regenstein | Contea                                                                              | Provincia della Bassa Sassonia     | PR     | Creata dall'unione di Blankenburg e Hainburg                                             | Annessa al Brunswick-Wolfenbüttel. Annessa successivamente al Principato di Halberstadt |
| Reichelsberg Reichsberg                                                                                               | Signoria Contea del Sacro Romano Impero                                             |                                    |        |                                                                                          | 1500: Provincia di Franconia a Schonborn |
| Reichenau | Abbazia                                                                             |                                    |        | 724: Fondazione del monastero                                                            | |
| Reichenstein | Contea del Sacro Romano Impero                                                      |                                    |        |                                                                                          | 1698: Acquisita da Nesselrode |
| Reichenweier | Signoria                                                                            |                                    |        |                                                                                          | |
| Reipoltskirchen | Signoria del Sacro Romano Impero                                                    | Provincia dell'Alto Reno           |        |                                                                                          | |
| Remiremont | 620: Abbazia 1290: Principato Abbaziale del Sacro Romano Impero                     |                                    |        |                                                                                          | 620: fondazione dell'abbazia 1070: Stato imperiale 1790: Secolarizzato e annesso alla Francia |
| Reuss | 1673: Contea Imperiale                                                              | Provincia dell'Alta Sassonia       | PR     | c1010                                                                                    | c1206: divisa in Reuss-Gera, Reuss-Plauen e Reuss-Weida |
| Reuss-Berg | Contea                                                                              | Provincia dell'Alta Sassonia       | PR     | 1583: Divisa da Reuß-Unter-Greiz                                                         | 1640: Annessa a Reuß-Unter-Greiz |
| Reuss-Ebersdorf | Contea 1806: Principato                                                             | Provincia dell'Alta Sassonia       | PR     | 1678: Divisa da Reuß-Lobenstein                                                          | |
| Reuss-Gera | Contea                                                                              | Provincia dell'Alta Sassonia       | PR     | c1206: Divisa da Reuss                                                                   | 1479: Annessa a Reuss-Lobenstein |
| Reuss-Gera | Contea                                                                              | Provincia dell'Alta Sassonia       | PR     | 1647: Divisa da Reuss-Schleiz                                                            | 1802: Divided between Reuss-Lobenstein and Reuss-Schleiz |
| Reuss-Greiz Principe di Reuss, Conte e Signore di Plauen, Signore di Greiz, Kranichfeld, Gera, Schleiz e Lobenstein   | Contea 1778: Principato                                                             | Provincia dell'Alta Sassonia       | PR     | 1303: Divisa da Reuss-Plauen 1583: Divisa da Reuss-Unter-Greiz                           | 1564: Divisa in Reuss-Ober-Greiz, Reuss-Schleiz e Reuss-Unter-Greiz 1604: Divisa in Reuss-Ober-Greiz e Reuss-Unter-Greiz 1768: Unione di Reuss-Ober-Greiz e Reuss-Unter-Greiz |
| Reuss-Hirschberg | Contea                                                                              | Provincia dell'Alta Sassonia       | PR     | 1678: Divisa da Reuss-Lobenstein                                                         | 1711: Divisa in Reuss-Ebersdorf e Reuss-Lobenstein |
| Reuss-Hof | Contea                                                                              | Provincia dell'Alta Sassonia       | PR     | 1225: Divisa da Reuss-Weida                                                              | 1264: Riannessa a Reuss-Weida 1288: Ricreata sulla divisione del 1288 1411: Annessa a Norimberga |
| Reuss-Lobenstein Principe Reuss, Conte e Signore di Plauen, Signore di Greiz, Kranichfeld, Gera, Schleiz e Lobenstein | 1673: Contea 1790: Principato                                                       | Provincia dell'Alta Sassonia       | PR     | 1425: divisa da Reuss-Gera 1647: Divisa da Reuss-Schleiz                                 | 1547: Annessa a Reuss-Plauen 1824: Lobenstein diventa parte del Reuss-Ebersdorf |
| Reuss-Ober-Greiz | Contea                                                                              | Provincia dell'Alta Sassonia       | PR     | 1564: Divisa da Reuss-Greiz                                                              | 1768: Rinominata Reuss-Greiz |
| Reuss-Osterstein-Ronneberg                                                                                            | Contea                                                                              | Provincia dell'Alta Sassonia       | PR     | 1225: Divisa da Reuss-Weida                                                              | 1253: Riannessa a Reuss-Weida |
| Reuss-Plauen | Contea                                                                              | Provincia dell'Alta Sassonia       | PR     | c1206: Divisa da Reuss                                                                   | 1569: Divisa in Reuss-Greiz e Sassonia |
| Reuss-Saalburg | Contea                                                                              | Provincia dell'Alta Sassonia       | PR     | 1647: Divisa da Reuss-Schleiz                                                            | 1666: Riannessa a Reuss-Schleiz |
| Reuss-Schleiz Principe Reuss, Conte e Signore di Plauen, Signore di Gera, Kranichfeld, Greiz, Schleiz e Lobenstein    | Contea 1806: Principato del Sacro Romano Impero                                     | Provincia dell'Alta Sassonia       | PR     | 1564: Diviso in Reuss-Greiz                                                              | |
| Reuss-Selbitz | Contea                                                                              | Provincia dell'Alta Sassonia       | PR     | 1710: Divisa da Reuss-Lobenstein                                                         | 1805: Riannessa a Reuss-Lobenstein |
| Reuss-Unter-Greiz | Contea                                                                              | Provincia dell'Alta Sassonia       | PR     | 1564: Divisa da Reuss-Greiz                                                              | 1583: Divisa in Reuss-Berg e Reuss-Greiz |
| Reuss-Unter-Greiz | Contea 1673: Principato                                                             | Provincia dell'Alta Sassonia       | PR     | 1604: Divisa da Reuss-Greiz                                                              | 1768: Annessa a Reuss-Ober-Greiz |
| Reuss-Weida | Contea                                                                              | Provincia dell'Alta Sassonia       | PR     | c1206: Divisa da Reuss                                                                   | 1532: Divisa molte volte. Annessa alla Sassonia |
| Reutlingen | Libera Città Imperiale                                                              | Provincia Sveva                    | SW     | 1240                                                                                     | 1803: al Württemberg |
| Rheda | Signoria                                                                            |                                    |        |                                                                                          | 1190: ai Signori di Lippe 1364: ai Conti di Tecklenburg 1605: ai Conti di Bentheim-Tecklenburg 1808: al Granducato di Berg 1818: al Regno di Prussia |
| Rheina-Wolbeck | 1802: Principato                                                                    |                                    |        |                                                                                          | dal 1082: Parte del Vescovato di Munster 1806: al Granducato di Berg 1811: Annesso alla Francia 1815: alla Prussia |
| Rheineck | Signoria Burgraviato                                                                | Provincia dell'Elettorato del Reno |        |                                                                                          | 1512: Provincia dell'Elettorato del Reno 1654: a Sinzendorf-Ernstbrunn 1806: al Principe Primato Carlo Teodoro di Dalberg |
| Rheinfelden | Signoria                                                                            |                                    |        |                                                                                          | |
| Rheinfelden | Città Imperiale                                                                     |                                    |        | 1225                                                                                     | 1330: Venduta agli Asburgo |
| Rheintal | Signoria                                                                            |                                    |        |                                                                                          | |
| Rhine | Rengraviato (langraviato del Reno)                                                  |                                    |        | 1058: da Rhinegau                                                                        | 1361: Annessa a Wild-Rhine |
| Rhinegau | Contea                                                                              |                                    |        | 937                                                                                      | Rhine dal 1058 |
| Rickingen | 1310: Contea                                                                        |                                    |        | 1310; Divisa da Leiningen                                                                | 1310: Creata come Contea governata dai Leiningen 1668: Annessa a Leiningen-Hartenburg |
| Riedesel zu Eisenbach                                                                                                 | Signoria                                                                            |                                    |        |                                                                                          | |
| Riedlingen | Libera Città Imperiale                                                              |                                    |        |                                                                                          | |
| Rieneck | Signoria 1641: Contea                                                               | Provincia di Franconia             |        | 1619: Divisa da Nostitz                                                                  | 1106/1108: Rieneck ereditata dai Conti di Loon nel Brabante 1156/1157: prima mewnzione della famiglia dei "da Rieneck" dei Conti di Loon 1179: prima menzione del castello di Rieneck c1200: Divisione in Loon e Rieneck 1366: Rieneck diventa feudo di Magonza 1500: Provincia di Franconia 1559: Estinzione della linea dei Conti; Reineck viene affidata a Magonza e Würzburg 1673: Venduta a Nostitz da Magonza 1796: Divisa in Thürmitz e Tschochau 1815: alla Baviera |
| Rietberg | 1237: Contea 1353: Contea del Sacro Romano Impero                                   | Provincia del Basso Reno           | 1237   |                                                                                          | 1353: Stato Imperiale 1456: Sotto la sovranità dei Langravi di Assia-Kassel 1526/1577: Passata per eredità femminile ai Conti dell'Est Frisia 1690/1702: Passata per eredità femminile ai Conti di Kaunitz 1807: Annessa al Regno di Vestfalia 1815: alla Prussia |
| Rochefort | Contea                                                                              |                                    |        | 1454: Divisa da Arenberg                                                                 | 1544: Annessa a Stolberg-Rochefort |
| Roggenburg | Abbazia del Sacro Romano Impero                                                     | Provincia Sveva                    |        |                                                                                          | 1793: Consiglio dei Principi |
| Roggendorf | Signoria del Sacro Romano Impero Contea del Sacro Romano Impero                     |                                    |        |                                                                                          | 1600: all'Austria |
| Rosheim | Libera Città Imperiale                                                              | Provincia dell'Alto Reno           |        |                                                                                          | 1648: Annessa alla Francia |
| Rostock | Signoria                                                                            |                                    |        |                                                                                          | |
| Röteln Roteln | Signoria                                                                            |                                    |        |                                                                                          | |
| Roth an der Roth | 1376: Abbazia del Sacro Romano Impero                                               | Provincia Sveva                    |        |                                                                                          | 1793: Consiglio dei Principi 1803: Secolarizzato ai Conti di Wartenberg 1806: al Regno di Wurttemberg |
| Rothenburg ob der Tauber                                                                                              | Libera Città Imperiale                                                              | Provincia di Franconia             | SW     | 1274                                                                                     | 1500: Provincia di Franconia 1803: alla Baviera |
| Rothenfels | Contea                                                                              | Provincia Sveva                    |        |                                                                                          | |
| Rottenmünster | Abbazia                                                                             | Provincia Sveva                    | SP     |                                                                                          | 1793: Consiglio dei Principi |
| Rottweil | Città Imperiale                                                                     | Provincia Sveva                    | SW     | 1140                                                                                     | 1463: associata alla Confederazione Svizzera (sino al XVIII sec.) 1802: al Württemberg |
| Runkel | Signoria 1219: Contea                                                               |                                    |        |                                                                                          | 1159: prima menzione di Runkel 1521: Ereditata dai Conti di Wied 1698: ai Conti di Wied-Runkel 1806: ai Nassau-Weilburg |
| Rugen | Principato                                                                          |                                    |        | 1162                                                                                     | 1168-1438: Feudo danese 1325: Estinzione della casata principesca; unita alla Pomerania-Wolgast 1648: alla Pomerania svedese 1815: alla Prussia |
| Ruppin | Contea                                                                              |                                    |        |                                                                                          | ai Conti di Arnstein 1524: Estinzione della linea dei conti; passa al Brandeburgo |